# Lichter der Stadt Live
Lichter der Stadt Live ist ein Livealbum der deutschen Rockband Unheilig. Es erschien am 19. Oktober 2012. Es wurde am 21. Juli 2012 auf der Lichter der Stadt Tour beim Konzert im Rheinenergiestadion in Köln, das mit 35.000 Zuschauern ausverkauft war, aufgenommen.

## Versionen
Das Livealbum erschien in fünf verschiedenen Versionen:
1. Limited Deluxe Edition mit 2 DVDs und 2 CDs einschließlich Fotobuch
2. 2 DVDs einschließlich des ganzen Konzertes und Bonus Material „Hinter den Kulissen“
3. Blu-ray inkl. des ganzen Konzertes und Bonus Material „Hinter den Kulissen“
4. 2 CD mit allen 21 Songs des Konzertes
5. 1 CD mit einem Best of des Konzertes[2]

## Titelliste
| CD 1 1. Das Licht – Intro – 03:49 2. Herzwerk – 03:42 3. Lichter der Stadt – 04:24 4. Unter deiner Flagge – 05:03 5. Grosse Freiheit – 06:02 6. Auf ewig – 04:24 7. Unsterblich – 05:12 8. Nachtschicht – 04:00 9. Ein großes Leben – 03:46 10. Feuerland – 03:58 | CD 2 1. Wie wir waren (feat. Andreas Bourani) – 05:42 2. Ein guter Weg – 07:25 3. Eisenmann – 04:26 4. Das Leben ist schön – 03:53 5. Tage wie Gold – 04:04 6. Abwärts – 03:47 7. Geboren um zu leben – 04:20 8. So wie du warst – 03:52 9. Für immer – 07:16 10. Maschine – 05:32 11. Stark – 08:40 |

### DVD
| 1. Das Licht – Intro – 03:44 2. Herzwerk – 03:44 3. Lichter der Stadt – 04:28 4. Unter deiner Flagge – 05:15 5. Grosse Freiheit – 06:44 6. Auf ewig – 04:59 7. Unsterblich – 08:06 8. Nachtschicht – 04:19 9. Ein großes Leben – 05:24 10. Feuerland – 04:46 11. Wie wir waren (feat. Andreas Bourani) – 05:59 12. Ein guter Weg – 09:00 | 1. Eisenmann – 06:05 2. Das Leben ist schön – 04:54 3. Tage wie Gold – 04:19 4. Abwärts – 04:01 5. Geboren um zu leben – 09:15 6. So wie Du warst – 06:07 7. Für immer – 07:08 8. Maschine – 07:30 9. Stark – 08:40 10. Abspann – 03:26 |

DVD 2
1. Lichter der Stadt Live – Hinter den Kulissen – 20:26

## Rezeption
Ulf Kubanke von laut.de schreibt in seiner Rezension zur DVD: „Doch auch das zentimeterdick aufgetragene Make Up kann keine Sekunde darüber hinweg täuschen, dass der Gig in musikalischer wie charismatischer Hinsicht im übertragenen Sinn nicht mehr bot als ein Potemkinsches Dorf. … Zwischen Schlagergroove, Gummirock und Lindemann-Gesang für die zweite Liga versinkt er [Der Graf] in den allzu großen Fußstapfen der Vorbilder.“
Subway lobt die Filmaufnahme des Live-Konzertes: „Der Konzertfilm „Lichter der Stadt/Live“ fängt den Grafen und seine Band auf dem Höhepunkt ihres Schaffens ein und entschlüsselt, warum der Unheilig-Frontmann ein Publikum zu verzaubern weiß.“
Matthias Reichel von cdstarts.de äußert sich folgendermaßen über die DVD: „Keine Frage, wo früher ein Wolfgang „Wolle“ Petry das Hausfrauenpublikum beschallte (do you remember: „Hölle, Hölle, Hölle!“?), springen Unheilig in die Bresche und liefern schweißgetränkten Anschauungsunterricht, wie Popmusik heute funktioniert und ein Stadion voller Gleichgesinnter zum Kochen gebracht werden kann. Das Ganze passiert bei druckvollem, glasklaren Sound und gestochen scharfen Bildern, wie es sich für ein Premiumprodukt gehört.“
Am 6. Dezember 2012 wurde um 3:35 Uhr auf Sat.1 eine zwanzigminütige Sendung „SAT.1 Music Special: Unheilig – „Lichter der Stadt“ live“ mit Ausschnitten aus dem Live-Konzert im Rheinenergie-Stadion in Köln gezeigt.

## Tour
Diese Liste beinhaltet alle Konzerte in chronologischer Reihenfolge, die 2012 und 2013 auf den Touren Lichter der Stadt und Lichter der Stadt II – Letzter Halt gespielt wurden:

### Tourdaten
| Datum             | Stadt                  | Veranstaltungsort             | Land        |
| ----------------- | ---------------------- | ----------------------------- | ----------- |
| 30. Juni 2012     | Meppen                 | MEP-Arena                     | Deutschland |
| 6. Juli 2012      | Magdeburg              | Elbauenpark                   | Deutschland |
| 7. Juli 2012      | Flensburg              | Campushalle                   | Deutschland |
| 12. Juli 2012     | Leipzig                | Völkerschlachtdenkmal         | Deutschland |
| 13. Juli 2012     | Leipzig                | Völkerschlachtdenkmal         | Deutschland |
| 14. Juli 2012     | Nürnberg               | Zeppelinfeld                  | Deutschland |
| 15. Juli 2012     | Locarno                | Moon & Stars Festival         | Schweiz     |
| 20. Juli 2012     | Stuttgart              | Cannstatter Wasen             | Deutschland |
| 21. Juli 2012 (A) | Köln                   | Rheinenergiestadion           | Deutschland |
| 27. Juli 2012     | Hannover               | Expo Plaza                    | Deutschland |
| 28. Juli 2012     | Rostock                | IGA-Park                      | Deutschland |
| 4. August 2012    | Zwickau                | Flugplatz                     | Deutschland |
| 5. August 2012    | Passau                 | Dreiländerhalle               | Deutschland |
| 10. August 2012   | Saarbrücken            | Messegelände                  | Deutschland |
| 11. August 2012   | Hemer                  | Sauerlandpark Hemer           | Deutschland |
| 18. August 2012   | Weilburg               | Festplatz                     | Deutschland |
| 24. August 2012   | Graz                   | Messe                         | Österreich  |
| 25. August 2012   | Linz                   | TipsArena                     | Österreich  |
| 26. August 2012   | Wien                   | Wiener Stadthalle             | Österreich  |
| 1. September 2012 | Berlin                 | Kindl-Bühne Wuhlheide         | Deutschland |
| 2. September 2012 | Berlin                 | Kindl-Bühne Wuhlheide         | Deutschland |
| 8. September 2012 | München                | Messegelände Riem             | Deutschland |
| 9. Februar 2013   | Hamburg                | O2 World Hamburg              | Deutschland |
| 22. Februar 2013  | Erfurt                 | Messehalle Erfurt             | Deutschland |
| 23. Februar 2013  | Chemnitz               | Chemnitz Arena                | Deutschland |
| 2. März 2013      | Kempten                | bigbox Allgäu                 | Deutschland |
| 3. März 2013      | Zürich                 | Hallenstadion                 | Schweiz     |
| 7. März 2013      | Augsburg               | Schwabenhalle                 | Deutschland |
| 8. März 2013      | Salzburg               | Salzburgarena                 | Österreich  |
| 19. April 2013    | Trier                  | Arena Trier                   | Deutschland |
| 20. April 2013    | Frankfurt am Main      | Festhalle                     | Deutschland |
| 10. Mai 2013      | Braunschweig           | Volkswagen Halle Braunschweig | Deutschland |
| 11. Mai 2013      | Dortmund               | Westfalenhalle                | Deutschland |
| 18. Mai 2013      | Laboe                  | Förde Festival Laboe          | Deutschland |
| 21. Juni 2013     | Kassel                 | Auestadion                    | Deutschland |
| 22. Juni 2013     | Halle (Saale)          | Freilichtbühne Peißnitz       | Deutschland |
| 29. Juni 2013     | München                | Tollwood-Festival             | Deutschland |
| 18. Juli 2013     | Emmendingen            | I EM Music Festival           | Deutschland |
| 19. Juli 2013     | Straubing              | Bluetone Festival             | Deutschland |
| 20. Juli 2013     | Dresden                | Filmnächte am Elbufer         | Deutschland |
| 24. Juli 2013     | Salem                  | Schloss Salem                 | Deutschland |
| 27. Juli 2013     | Mannheim               | Schloßplatz                   | Deutschland |
| 28. Juli 2013     | Ludwigsburg            | Schloßplatz                   | Deutschland |
| 2. August 2013    | Reifnitz am Wörthersee | Festplatz                     | Österreich  |
| 3. August 2013    | Tulln                  | Donaufestival                 | Österreich  |
| 9. August 2013    | Münster                | Schlossplatz                  | Deutschland |
| 11. August 2013   | Zofingen               | Heitere Open Air              | Deutschland |
| 17. August 2013   | Sankt Goarshausen      | Freilichtbühne Loreley        | Deutschland |
| 18. August 2013   | Norderney              | Summertime                    | Deutschland |
| 7. September 2013 | Mönchengladbach        | Hockeypark                    | Deutschland |
| 8. September 2013 | Berlin                 | IFA Sommergarten              | Deutschland |
| 25. Oktober 2013  | Oldenburg              | EWE Arena                     | Deutschland |

### Hinweise
| Zeichen | Bedeutung                                     |
| ------- | --------------------------------------------- |
| (A)     | Dieses Konzert wurde für die Tour-DVD gefilmt |

### Verschobene oder abgesagte Konzerte
| Datum        | Stadt     | Veranstaltungsort | Land       | Grund                            |
| ------------ | --------- | ----------------- | ---------- | -------------------------------- |
| 9. März 2013 | Innsbruck | Olympiahalle      | Österreich | abgesagt wegen Terminkollisionen |